# Francisco Javier Vila Errandonea
Francisco Javier "Patxi" Vila Errandonea (Bera, Navarra, 11 d'octubre de 1975) és un ciclista navarrès que fou professional entre 2001 i el 2012.
El març 2008 va donar positiu per testosterona en un control antidopatge durant la disputa del Tour de Romandia El corredor fou sancionat durant 18 mesos, i va tornar a córrer amb l'equip De Rosa-Ceramica Flaminia. El 2012 es va retirar.

## Palmarès
- 2000
  - 1r a la Volta a Palència i vencedor d'una etapa
  - 1r a la Volta a Zamora
- 2006
  - 2n a la París-Niça i vencedor d'una etapa

### Resultats al Tour de França
- 2006. 22è de la classificació general
- 2007. 29è de la classificació general

### Resultats al Giro d'Itàlia
- 2003. 44è de la classificació general
- 2004. 22è de la classificació general
- 2005. 22è de la classificació general
- 2006. 10è de la classificació general
- 2007. 15è de la classificació general

### Resultats a la Volta a Espanya
- 2003. 52è de la classificació general
- 2005. Abandona (13a etapa)